# Pilopleura tordyloides
Pilopleura tordyloides är en flockblommig växtart som först beskrevs av Jevgenij Korovin, och fick sitt nu gällande namn av Pimenov. Pilopleura tordyloides ingår i släktet Pilopleura och familjen flockblommiga växter. Inga underarter finns listade i Catalogue of Life.